# Academia Argentina de Letras
Academia Argentina de Letras (AAL) es la institución responsable del estudio y el asesoramiento del uso del idioma español en la República Argentina. Desde su establecimiento, el 13 de agosto de 1931 en Buenos Aires,  mantiene lazos con la Real Academia Española (RAE), con las demás Academias Hispanoamericanas, la Academia Norteamericana de la Lengua Española y la Filipina, y con la Asociación de Academias de la Lengua Española, con sede en Madrid; desde 1999 posee oficialmente el título de corresponsal.
En sus relaciones con la RAE se adoptó el régimen de "asociada" hasta noviembre de 1999; desde ese año pasó a la categoría de correspondiente de la Asociación de Academias de la Lengua Española.
Está integrada, actualmente, por 24 miembros regulares, elegidos por haberse destacado en estudios relacionados con el idioma o la literatura; ellos conforman el organismo rector de la Academia, y eligen académicos honorarios y correspondientes.

## Fines
El objeto de la Academia no se limita al registro de las peculiaridades de la lengua castellana, tal como se habla en la región rioplatense. Pretende además ejecutar acciones normativas respecto de su uso y estimular y contribuir a los estudios literarios, considerados un elemento crucial de la cultura nacional.

## Premios
La Academia reglamenta además los premios literarios nacionales. Desde 1984 otorga un premio homónimo a los egresados universitarios de la carrera de letras que alcancen el máximo promedio en todas las universidades nacionales, así como el premio Academia Argentina a autores destacados de narrativa, poesía y ensayo.

## Historia

### Antecedentes
Los antecedentes más remotos de la lexicografía en la zona del Río de la Plata se remontan a un reducido pero riguroso Léxico rioplatense compilado en 1845 por Francisco Javier Muñiz (1845) y otro de 1860 elaborado por Juan María Gutiérrez para el francés Martín de Moussy.
El 9 de julio de 1873 un grupo de intelectuales argentinos, especialmente porteños, fundó en Buenos Aires la Academia Argentina de Ciencias y Letras. Presidida por el poeta Martín Coronado, la Academia no tenía como tarea exclusiva el estudio de la lengua; se dedicaba, antes bien, a diversas ramas del saber —desde el derecho y la ciencia hasta la plástica, la literatura y la historia— en su implicación en la cultura nacional. Intentó, eso sí, la compilación de un Diccionario del Lenguaje Argentino, tarea para la cual se recogieron varios miles de vocablos y locuciones. Sin embargo, a la disolución de la Academia en 1879 el proyecto quedó inconcluso.
De este trabajo, que incluía estudios llevados a cabo por especialistas acerca de los argots profesionales e investigaciones sobre los localismos del interior del país, solamente se conserva una docena de vocablos publicados en el efímero órgano de la Academia, El Plata Literario. El mismo periódico dio a conocer en 1876 una Colección de voces americanas, obra de Carlos Manuel de Trelles, con unas 300 voces, que se había incorporado al proyecto. Sin embargo, la iniciativa daría frutos al menos en cuanto a establecer la necesidad de una entidad dedicada al estudio del idioma local. Cuando, en la década de 1880, bajo el programa de creación de Academias corresponsales gestado por la Real Academia Española, se cursaron invitaciones a varios destacados intelectuales argentinos para conformarla —entre ellos Ángel Justiniano Carranza, Luis Domínguez, Vicente Fidel López, Bartolomé Mitre, Pastor Obligado, Carlos María Ocantos, Ernesto Quesada, Vicente Quesada y Carlos Guido Spano— otros —como Juan Bautista Alberdi, Juan María Gutiérrez y Juan Antonio Argerich— dudaban de la conveniencia de acogerse al proyecto español, sospechando de un intento de restauración cultural de la península. Argerich argumentó que constituiría «una sucursal, vasalla del imperialismo español», y contrapropuso la creación de «una Academia argentina de la lengua castellana» que generase su propio diccionario. Pastor Obligado, por el contrario, argumentó públicamente a favor del establecimiento de una academia correspondiente.
En 1903 Estanislao Zeballos, en el estudio preliminar que escribió para las Notas al castellano en la Argentina de Ricardo Monner Sans, propuso sin éxito a los entonces corresponsales de la RAE —Bartolomé Mitre, Vicente Fidel López, Vicente G. Quesada, Carlos Guido Spano, Rafael Obligado, Calixto Oyuela, Ernesto Quesada y él mismo— conformar una sección argentina de la Academia. No fue hasta siete años más tarde, y mediante las gestiones del marqués de Gerona, Eugenio Sellés, llegado a la Argentina como parte de la comitiva que acompañó a la infanta Isabel María Francisca de Borbón a las festividades del centenario de la nación, que estos mismos fundarían la primera Academia Argentina de la Lengua. De los dieciocho académicos de la que esta constaría, Vicente Quesada y Calixto Oyuela fueron elegidos respectivamente presidente y secretario con carácter vitalicio.
El plan de actividades que Obligado pergeñó para esta constaba no solo de la tarea de corregir y ampliar el léxico local contenido en el diccionario de la Academia española, sino también convenir con las restantes academias latinoamericanas la coordinación de un registro de las locuciones locales para la confección de un vocabulario hispanoamericano separado. Con ello buscaba evitar dudas acerca del celo nacionalista y purista de los peninsulares, que ya había ocasionado roces con otras academias corresponsales. El Diccionario de americanismos estaría abierto a su empleo por la RAE, pero constituiría en principio un emprendimiento separado.
Al programa, ampliado a instancias de Zeballos, se sumaron los nuevos miembros de la Academia, Samuel Lafone Quevedo, Osvaldo Magnasco, José Matienzo, José María Ramos Mejía y Enrique Rivarola. Sin embargo, la falta de apoyo político y los recelos mutuos con la RAE llevarían a la pronta disolución del organismo, que no alcanzó a publicar sus investigaciones.

### Fundación
El 13 de agosto de 1931 el presidente de facto José Félix Uriburu decretó la creación de la Academia Argentina de Letras. El cambio de nombre respondía a un énfasis adicional en la difusión y promoción de la literatura por encima del interés en el idioma. Con ello se buscaba definir y fortalecer la "fisonomía espiritual del país", empleando los recursos de la narración, la lírica y sobre todo el teatro para gestionar un modelo cultural. Se encargó a Oyuela la presidencia del cuerpo, compuesto además por Enrique Banchs, Joaquín Castellanos, Atilio Chiappori, Juan Carlos Dávalos, Leopoldo Díaz, Juan Pablo Echagüe, Alfredo Ferreira, Gustavo Franceschi, Manuel Gálvez, Leopoldo Herrera, Carlos Ibarguren, Arturo Marasso, Gustavo Martínez Zuviría, Clemente Ricci y Juan Bautista Terán. La Academia gozó del cargo de asociada a la RAE. El apoyo del que había carecido su anterior encarnación no se escatimó; una sala de la vieja Biblioteca Nacional de la calle México se destinó a la reunión semanal del cuerpo, mientras el proyecto del entonces senador Matías Sánchez Sorondo de adquirir el Palacio Errázuriz para trasladar allí la Academia, junto con la Academia Nacional de Bellas Artes, el Museo Nacional de Arte Decorativo y la Comisión Nacional de Cultura se cursaba. En enero de 1937 se aprobó la adquisición del inmueble, aunque el traslado no se haría efectivo hasta 1944.
Los cambios institucionales desde su creación por Uriburu han sido escasos; desde 1935 cada sillón de los veinticuatro ostenta el nombre de un escritor clásico argentino. Desde 1940 el emblema de la Academia es una columna jónica (según el diseño del plástico Alfredo Guido), rematada con el lema recta sustenta. Tras el golpe El golpe militar de 1955 —la dictadura autodenominada Revolución Libertadora encabezada por Pedro Eugenio Aramburu, comenzó una política de persecución hacia periodistas, deportistas, políticos e intelectuales relacionados al peronismo y otros partidos, entre ellos fueron perseguidos miembros de la Academia Argentina de Letras.
En 1999 la Academia pasó finalmente a ocupar el cargo de correspondiente de la RAE. En 2001 festejó su septuagésimo aniversario organizando una exposición en la Biblioteca Nacional, que exhibió documentos e iconografía de su historia, así como parte del archivo documental.

## Biblioteca "Jorge Luis Borges"

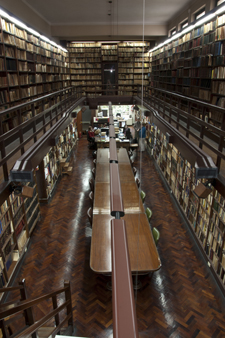
Biblioteca "Jorge Luis Borges" de la Academia Argentina de Letras, vista desde la escalera.

La biblioteca de la Academia se inauguró en 1932. Funcionó en dependencias de la Biblioteca Nacional entre 1932 y 1946, y a partir de 1947 se trasladó a su sede actual en el Palacio Errázuriz. Gracias al legado de Juan José García Velloso, en 1936 se le sumaron 3000 tomos de literatura y teatro latinoamericanos. La biblioteca de Alberto Cosito Muñoz, adquirida en 1937, y números de la Revue Hispanique y de las publicaciones de la Sociedad de Bibliófilos Españoles, complementaron la partida inicial. Entre sus colecciones se destaca la colección de egiptología de Abraham Rosenvasser, y la gran colección de primeras ediciones del siglo XIX de Miguel Lermon. Su colección especializada en obras de Lingüística, Literatura Argentina, Española e Hispanoamericana es una de las más importantes de la República Argentina.
La Biblioteca de la Academia Argentina de Letras cuenta en su acervo bibliográfico con los fondos y legado de: Juan José y Enrique García Velloso (3341 vol.), Rafael Alberto Arrieta (4000 vol.), Alfredo de la Guardia (3000 vol.), Abraham Rosenvasser (2400 vol.), Celina Sabor de Cortazar (1000 vol.), Ofelia Kovacci (2000 vol.), Marietta Ayerza y Alfredo González Garaño (4000 vol.), José Luis Trenti Rocamora (23 000 vol.), Miguel Lermon (12 000 vol.), Juan Manuel Corcuera (2400 vol.), Manuel Gálvez (1685 vol.).
La Biblioteca cuenta hoy con casi 130 000 volúmenes y una importante hemeroteca, con tres mil títulos de publicaciones periódicas, que suman alrededor de 16 000 volúmenes, y la convierten en un destacado centro de investigación. Además tiene 2 000 volúmenes antiguos (editados entre 1515 y 1801).
Posee cuatro grandes epistolarios: Manuel Gálvez, Roberto Giusti, Atilio Chiáppori y Victoria Ocampo. Los tres primeros pueden consultarse en texto completo en la Biblioteca de la Academia Argentina de Letras. En Cervantes Virtual también se encuentra en texto completo la colección de literatura gauchesca, la de libros de viaje comentando la región, y los documentos históricos recolectados por Pedro de Angelis.

## Departamento de Investigaciones Filológicas
Un Departamento de Investigaciones Filológicas fue fundado nominalmente en 1946, con la intención de desarrollar labores de investigación y asesoría técnica. En 1955, por decreto presidencial, se lo fusionó con el Instituto de la Tradición para conformar un Instituto Nacional de Filología y Folclore. La labor del mismo se reglamentó en 1961, pero no fue hasta 1966 en que, bajo la dirección de Carlos Ronchi March, se sistematizó la tarea de elaboración de archivos e informes lexicográficos. El departamento asesora actualmente al plenario de la Academia, prepara observaciones y adiciones para la RAE y mantiene archivos y documentación sobre las locuciones locales.

## Publicaciones
A partir de su fundación la academia publicó un Boletín trimestral, de intereses filológicos y lexicográficos. La línea conservadora y afín a la academia peninsular se mantuvo desde el primer número, en el que Terán negó la existencia de un "idioma de los argentinos" y enfatizó la continuidad del castellano rioplatense con el ibérico. Los intereses de fijación y selección de un corpus normativo para la lengua nacional se evidenciaron también en la "Bibliografía del castellano en la Argentina", publicada desde este número, buscando recopilar una selección de las obras valiosas de la producción literaria nacional, y en las actividades de protesta y corrección de expresiones periodísticas, publicitarias o administrativas en desacuerdo con la lengua estandarizada. Se cursaron circulares a diarios y emisoras radiales, así como a entidades del gobierno municipal y nacional. El Boletín de la Academia Argentina de Letras (BAAL) sigue editándose hasta hoy.
En 1941 se inició una colección de recopilaciones y trabajos críticos sobre "Clásicos Argentinos", de la cual se han publicado dieciséis volúmenes. A partir de 1946 se añadió a esta una colección de "Estudios Académicos", que aúna la traducción de bibliografía extranjera con estudios críticos y biográficos nacionales, y en 1976 finalmente una serie de "Estudios Lingüísticos y Filológicos".
Además de las anteriores, desde 1947 han acompañado ocasionalmente al BAAL volúmenes de homenaje a autores destacados. A partir de 1975 se estabilizó su publicación, que alcanza los 25 volúmenes a la fecha. Fuera de las colecciones habituales, se han publicado varios tomos, incluyendo un Diccionario de americanismos por Augusto Malaret, el primer tomo del inconcluso Diccionario etimológico del castellano usual de Leopoldo Lugones, las actas del IV Congreso de las Academias de la Lengua Española, un Léxico del habla culta de Buenos Aires, un tomo de Dudas idiomáticas frecuentes, un Registro del habla de los argentinos, doce volúmenes de Acuerdos acerca del idioma fijados por la academia y algunas obras literarias. En proyecto está un amplio Diccionario del hablar de los argentinos que registre el uso culto de la lengua en el país.

## Académicos de número por orden de antigüedad
| Sillón                     | # oc | Miembro de número                  | Lugar de nacimiento          | Fecha de elección        | Fecha de posesión        | Observaciones                                                                                            |
| -------------------------- | ---- | ---------------------------------- | ---------------------------- | ------------------------ | ------------------------ | --- |
| Nicolás Avellaneda         | (3)  | Santiago Ezequiel Kovadloff        | Buenos Aires                 | 14 de mayo de 1998       | 8 de julio de 1999       | Comisiones: Prensa y Relaciones Públicas.                                                                |
| Miguel Cané                | (4)  | Antonio Requeni                    | Buenos Aires                 | 14 de mayo de 1998       | 23 de septiembre de 1999 | Comisiones: Prensa y relaciones Públicas. Argentinismos. Premios y Homenajes. Historia de la Literatura. |
| Bartolomé Mitre            | (6)  | José Luis Moure                    | Buenos Aires                 | 30 de noviembre de 2000  | n/d                      | Vicepresidente. Comisiones: Argentinismos. Publicaciones.                                                |
| José Manuel Estrada        | (5)  | Alicia María Zorrilla de Rodríguez | Buenos Aires                 | 22 de agosto de 2002     | n/d                      | Presidenta de la Academia.                                                                               |
| Esteban Echeverría         | (6)  | Olga Fernández Latour de Botas     | Buenos Aires                 | 28 de julio de 2005      | 11 de mayo de 2006       | |
| Juan María Gutiérrez       | (5)  | Pablo Adrián Cavallero             | Buenos Aires                 | 12 de junio de 2008      | 17 de septiembre de 2009 | |
| Carlos Guido y Spano       | (4)  | Rafael Felipe Oteriño              | La Plata, prov. Buenos Aires | 22 de mayo de 2014       | 28 de mayo de 2015       | Secretario general de la Academia                                                                        |
| Olegario Víctor Andrade    | (4)  | Santiago Sylvester                 | Salta, prov. de Salta        | 9 de octubre de 2014     | 25 de junio de 2015      | |
| José María Paz             | (4)  | Élida Lois (académica honoraria)   | Buenos Aires                 | 12 de mayo de 2016       | 23 de marzo de 2017      | |
| Juan Bautista Alberdi      | (4)  | Jorge Fernández Díaz               | Buenos Aires                 | 9 de junio de 2016       | 4 de mayo de 2017        | |
| Martín Coronado            | (4)  | Pablo De Santis                    | Buenos Aires                 | 25 de agosto de 2016     | 22 de junio de 2017      | Tesorero.                                                                                                |
| Ventura de la Vega         | (4)  | Oscar Martínez                     | Buenos Aires                 | 23 de noviembre de 2017  | 6 de junio de 2019       | |
| Domingo Faustino Sarmiento | (4)  | Hugo Beccacece                     | Buenos Aires                 | 13 de septiembre de 2018 | 12 de septiembre de 2019 | |
| José Hernández             | (4)  | Hilda Rosa Albano                  | Buenos Aires                 | 14 de marzo de 2019      | 28 de abril de 2022      | |
| Vicente Fidel López        | (4)  | Javier Roberto González            | Buenos Aires                 | 24 de octubre de 2019    | 12 de abril de 2022      | |
| Francisco Javier Muñiz     |      | Eduardo Álvarez Tuñón              | Buenos Aires                 | 9 de septiembre de 2021  | 30 de agosto de 2022     | |
| Ricardo Gutiérrez          |      | Leonor Acuña                       | Buenos Aires                 | 14 de octubre de 2021    | 24 de noviembre de 2022  | |
| José María Paz             |      | Beatriz Curia                      | Buenos Aires                 | 28 de octubre de 2021    |                          | |
| Ventura de la Vega         |      | Jorge Dubatti                      | Buenos Aires                 | 11 de mayo de 2023       | 5 de septiembre de 2023  | |
| Juan Cruz Varela           |      | Oscar Conde                        | Buenos Aires                 | 8 de junio de 2023       | 10 de octubre de 2023    | |
| Dalmacio Vélez Sarsfield   |      | Alejandro Parini                   | Buenos Aires                 | 13 de julio de 2023      | 8 de agosto de 2024      | |
| Joaquín V. González        |      | Sofía Carrizo Rueda                |                              | 27 de julio de 2023      | 5 de septiembre de 2024  | |
| Fray Mamerto Esquiú        |      | Esther Cross                       | Buenos Aires                 | 10 de agosto de 2023     |                          | |
| José Mármol                |      | Andreina Adelstein                 | Buenos Aires                 | 10 de agosto de 2023     |                          | |
| José María Paz             |      | Rafael Spregelburd                 | Buenos Aires                 | 12 de septiembre de 2024 |                          | |
| Calixto Oyuela             |      | Ángela Pradelli                    | Buenos Aires                 | 26 de septiembre de 2024 |                          | |

## Sillones académicos: recorrido histórico
La Academia Argentina de Letras distingue a sus miembros (llamados académicos) en numerarios, honorarios y correspondientes.

### Numerarios
Los académicos de número de la Academia Argentina de Letras han sido:
| Sillón n.º 1: "Juan Bautista Alberdi" | Ocupante               | Años      | Observaciones                                                                         | Sillón n.º 2: "Olegario V. Andrade" | Ocupante                       | Años      | Observaciones                                                  |
| ------------------------------------- | ---------------------- | --------- | ------------------------------------------------------------------------------------- | ----------------------------------- | ------------------------------ | --------- | -------------------------------------------------------------- |
| (1)                                   | Leopoldo Herrera       | 1931-*    | Cofundador                                                                            | (1)                                 | Juan Carlos Dávalos            | 1931-1959 | Cofundador                                                     |
| (2)                                   | Ramón J. Cárcano       | *-1946    |                                                                                       | (2)                                 | Enrique Banchs                 | 1941-1968 | Cofundador                                                     |
| (3)                                   | Ricardo Sáenz-Hayes    | 1948-1976 |                                                                                       | (3)                                 | Carlos Mastronardi             | 1969-1976 |                                                                |
| (4)                                   | Victoria Ocampo        | 1977-1979 |                                                                                       | (4)                                 | Federico Peltzer               | 1978-2009 | Tesorero Miembro correspondiente de la Real Academia Española. |
| (5)                                   | Alicia Jurado          | 1980-2011 |                                                                                       | (5)                                 |                                |           |                                                                |
| Sillón n.º 3: "Nicolás Avellaneda"    | Ocupante               | Años      | Observaciones                                                                         | Sillón n.º 4: "Miguel Cané"         | Ocupante                       | Años      | Observaciones                                                  |
| (1)                                   | Álvaro Melián Lafinur  | *-1958    |                                                                                       | (1)                                 | Juan Pablo Echagüe             | 1931-1950 | Cofundador                                                     |
| (2)                                   | Ángel J. Battistessa   |           | Presidente (1974-1980)                                                                | (2)                                 | Manuel Mujica Lainez           | 1956-1984 |                                                                |
| (3)                                   | Santiago Kovadloff     | 1998-     | Miembro correspondiente de la Real Academia Española.                                 | (3)                                 | Roberto Juarroz                | 1984-1995 |                                                                |
| (4)                                   |                        |           |                                                                                       | (4)                                 | Antonio Requeni                | 1998-     |                                                                |
| Sillón n.º 5: "Martín Coronado"       | Ocupante               | Años      | Observaciones                                                                         | Sillón n.º 6: "Esteban Echeverría"  | Ocupante                       | Años      | Observaciones                                                  |
| (1)                                   | Enrique García Velloso | 1931-1938 |                                                                                       | (1)                                 | Rafael Alberto Arrieta         | 1931-1968 | Presidente (1964-1968)                                         |
| (2)                                   | José León Pagano       | 1944-1964 |                                                                                       | (2)                                 | Conrado Nalé Roxlo             | *-1971    |                                                                |
| (3)                                   | Alfredo de la Guardia  | *-1974    | Secretario (1968-1974)                                                                | (3)                                 | José Luis Lanuza               | 1972-1976 | Secretario (1974-1976)                                         |
| (4)                                   | Juan Carlos Ghiano     | 1976-1990 | Secretario (1976-1990) Correspondiente extranjero de la Academia Chilena de la Lengua | (4)                                 | Carlos Villafuerte             | 1977-1989 |                                                                |
| (5)                                   | José Edmundo Clemente  | 1993-2013 |                                                                                       | (5)                                 | Martín Alberto Noel            | 1991-2001 |                                                                |
| (6)                                   |                        |           |                                                                                       | (6)                                 | Olga Fernández Latour de Botas | 2005-     |                                                                |

## Académicos correspondientes
Residentes en el extranjero
- Juan B. Avalle-Arce (EE. UU.)
- Giovanni Meo Zilio (Italia)
- Walter Rela (Uruguay)
- Luisa López Grigera (España)
- Susnigdha Dey (India)
- Dietrich Briesemeister (Alemania)
- Bernard Pottier (Francia)
- Francisco Rodríguez Adrados (España)
- Margherita Morreale (Italia)
- Gregorio Salvador (España)
- Humberto López Morales (Puerto Rico)
- Héctor Balsas Ferreiro (Uruguay)
- Carlos Jones Gaye (Uruguay)
- Alfredo Matus Olivier (Chile)
- José María Obaldía Lago (Uruguay)
- Jacques Joset (Bélgica)
- Juan Carlos Torchia Estrada (EE. UU.)
- Gustav Siebenmann (Suiza)
- Víctor García de la Concha (España)
- Francisco Marcos Marín (España)
- Francisco Darío Villanueva Prieto (España)
- Miguel Ángel Garrido Gallardo (España)
- Wilfredo Penco (Uruguay)
- Michel Lafon (Francia)
- Gonzalo Santonja (España)
- Alberto Manguel
- Federico Gorbea (España)
- Luis González Tosar (España)
- Roberto Hernán Esposto (Australia)
- Daniel Balderston (Estados Unidos)
- Pedro Lastra (Chile)
- Gustavo Guerrero (Francia)
- Ruth Fine (Israel)
- Robin Lefere (Bélgica)
- Carsten Sinner (Alemania)
- Fernando Bermúdez (Suecia)
- Santiago Muñoz Machado (España)

- Alberto Manguel (Estados Unidos)

Residentes en el país
- Elena M. Rojas Mayer (Tucumán)
- Gloria Margarita Videla de Rivero (Mendoza)
- Oscar Eduardo Caeiro (Córdoba)
- Susana Leonilda Martorell de Laconi (Salta)
- Ana Ester Virkel (Chubut)
- Gladys Teresa Girbal (La Pampa)
- María del Carmen Tacconi de Gómez (Tucumán)
- Elizabeth Mercedes Rigatuso (Bahía Blanca)
- Ángela Di Tullio (Neuquén)
- María Rosa Calas de Clark (Catamarca)
- Liliana Cubo de Severino (Mendoza)
- Ana María Postigo de Bedia (Jujuy)
- Luis Poenitz (Entre Ríos)
- Francisco Petrecca (Córdoba)
- Carlos Dellepiane Cálcena (Buenos Aires)
- María Eduarda Mirande (Jujuy)
- Aída Elisa González de Ortiz (San Juan)
- Jaime Correas (Mendoza)
- Ariel Arturo Herrera Alfaro (Catamarca)
- María Soledad Martínez Zuccardi (Tucumán)
- María Ester Gorleri (Formosa)
- Mabel Brizuela (Córdoba)